# Abosfalva
Abosfalva románul Abuș, németül Abtsdorf) falu Romániában, Maros megyében. Közigazgatásilag Mikefalva községhez tartozik.

## Fekvése
Dicsőszentmártontól 8 km-re északkeletre fekszik.

## Története
Abosfalva neve az Árpád-korban Beznik volt, a település ekkor beznik nevű udvari kutyapecérek lakhelye volt. Nevét 1357-ben Obusfolua Beznik néven említették először a korabeli oklevelek. 1361-ben Obusfaolua, 1433-ban Abusfalwa, 1456-ban Abosfalwa néven írták.
1357 előtt Kugh Miklós és Gergely fia Pouch fiai és unokái itteni részeiket zálogba vetették Szalók nemzetségbeli Dailaci Simon bán fiának Miklósnak, majd 1357-ben el is adták neki 32 M-ért.
Abosfalwa 1456-ban császári birtok volt.
1461-ben Abosfalvi Zsigmond özvegyének Esztényi Dorottyának birtoka, 1468-ban pedig Abosfalvi Szakál Imréé volt.
1484-ben Szengyeli János Abosfalvi örökös és zálogos birtokrészeit 32 Ft-on Teleki Váncsa Jánosnak zálogosította el.
1494-ben Abosfalvi Rákosi Gáspár és Boldizsár Szentkirályon Bika György és Tóth János által lakott két jobbágytelkét 21 Ft-ért eladta Mócsi Salatielnek. Ugyanők a felső soron Mikefalva felé három puszta jobbágytelküket és a Péternyara nevű erdőt, továbbá Gáspárnak az előbbi 3 telektől keletre eső puszta jobbágytelkét,  az alsó soron Demeter nevű jobbágy által lakott telkét és ennek szomszédságában Désfalva felé egy pusztatelkét és a falu végén egy másikat az erdők kivételével 43 Ft-ért eladták Serjéni Pálnak és nejének Krisztinának.
1521-ben Abosfalvi Benkő, Rákosi Szakál, Szitás, Vas, Szentgyörgyi Báncza családok birtoka volt.
1537-ben Rákosi Pál abosházi lakos tett bevallást Bogáti birtokügyben.
1910-ben 460 lakosából 236 magyar, 207 román volt. Ebből 105 római katolikus, 113 református, 150 görögkeleti ortodox volt.
1920 előtt Kis-Küküllő vármegye Dicsőszentmártoni járásához tartozott.
1992-ben 358 lakosából 193 magyar, 138 román és 27 cigány volt.

## Látnivalók
- A Gyulafiak egykori kastélyának csak a sarokbástyája áll.
- Az átalakított Apor-kastély ma is látható.